# Stuart Adamson
William Stuart Adamson, född 11 april 1958 i Manchester, Storbritannien, död 16 december 2001 i Honolulu, Hawaii, var en brittisk gitarrist, pianist, sångare och låtskrivare. Hans musikkarriär började 1977 med punkbandet Skids, men hade sina största framgångar med rockgruppen Big Country under 1980-talet.
Adamson föddes i Manchester, England, men växte upp strax utanför Dunfermline i Skottland. Redan som tonåring hade han depressionsperioder, då han oftast höll sig undan från andra. Detta följde honom genom hela livet, ofta i samband med alkohol. Under långa perioder var han spårlöst försvunnen under sina depressioner, och hans sista försvinnande skedde i november 2001. Polisen hittade honom död på ett hotellrum den 16 december 2001, med spår av alkohol i blodet. Den officiella förklaringen till hans död är att han begick självmord genom att hänga sig.

## Diskografi
Studioalbum med Skids
- 1979 – Scared to Dance
- 1979 – Days in Europa
- 1980 – The Absolute Game
- 1981 – Joy

Studioalbum med Big Country
- 1983 – The Crossing
- 1984 – Steeltown
- 1986 – The Seer
- 1988 – Peace in Our Time
- 1991 – No Place Like Home
- 1993 – The Buffalo Skinners
- 1995 – Why the Long Face
- 1999 – Driving to Damascus

Studioalbum med The Raphaels
- 2001 – Supernatural